# الدوداء
الدّوداء، (على وزن فعلاء، ساكنة العين، بدالين مهملتين)، مسيل يصب في وادي العقيق. تتبع مركز الفريش في منطقة المدينة المنورة بالسعودية
وتناضب : شعبة من شعب الدّوداء. كما تشمل مجموعة من الأودية الصغيرة مثل أويدك والخلل والسوسي والراء.

## التاريخ
قال السمهودي«الدوداء:بالمد، موضع قرب ورقان.».

## قرى وادي الدوداء
- الغريض
- الخلل
- عالية الدوداء
- واضح
- الأويضح
- ابو عطيرات